# Sady (powiat wągrowiecki)
Sady – osada w Polsce położona w województwie wielkopolskim, w powiecie wągrowieckim, w gminie Wągrowiec. 
W latach 1975–1998 miejscowość administracyjnie należała do województwa pilskiego.